# Sophia
 For alternative betydninger, se Sofia (flertydig). (Se også artikler, som begynder med Sofia)
Sophia er et pigenavn, der stammer fra græsk og betyder visdom.
Andre former er:
- Sofia (mest tysk, italiensk, nordeuropæisk, russisk)
- Sofie (tysk, dansk)
- Sophie (fransk)

Det tilsvarende drengenavn er Sofus, latiniseret form af græsk, sofos (vis, her betyder det altså klog mens sofia betyder visdom. Bemærk at Sofus ikke bruges som drengenavn i Grækenland).
Lidt over 20.000 danskere bærer et af navnene, heraf næsten 75% Sofie, ifølge Danmarks Statistik. Navnet indgår derudover i sammensætninger som Annesofie og flere andre.
Navnet Sonja er et russisk kælenavn for Sofia. Fie er en forkortelse af navnet.
Navnedag er den 15. maj.

## Kendte personer med navnet

### Kongelige
- Sofia af Minsk, dansk dronning til Valdemar den Store.
- Sophia af Danmark, datter af Valdemar den Store
- Sophie af Pommern, dansk dronning til Frederik 1.
- Sophie af Mecklenburg, dansk dronning til Frederik 2.
- Sophie Amalie af Braunschweig-Lüneburg, dansk dronning til Frederik 3.
- Sophie Amalie Moth, dansk elskerinde til Christian 5. og mor til tre af hans børn.
- Sophie Magdalene af Brandenburg-Kulmbach, dansk dronning til Christian 6.
- Sofia Magdalena af Danmark, svensk dronning til Gustav 3.
- Sophie af Preussen, græsk dronning til Konstantin 1.
- Sofia af Grækenland, spansk dronning til Juan Carlos af Spanien

### Andre
- Sophie Alberti, dansk kvindesagsforkæmper.
- Sophie Brahe, dansk astronom.
- Sofia Coppola, amerikansk filminstruktør.
- Sophie Ellis-Bextor, engelsk sanger.
- Sofie Gråbøl, dansk skuespiller.
- Sophie B. Hawkins, amerikansk skuespiller og sanger.
- Sofie Holten, dansk (figur)maler.
- Sofia Karlsson, svensk musiker
- Sophie Keller, dansk sanger.
- Sofie Lassen-Kahlke, dansk skuespiller.
- Sophia Loren, italiensk skuespiller.
- Sophie Marceau, fransk skuespiller.
- Sophie Scholl, tysk nazimodstander.
- Sofie Stougaard, dansk skuespiller.

## Navnet anvendt i fiktion
- Miss Sophie er den ene af personerne i tv-sketchen 90-års-fødselsdagen.
- Tante Sofie er en figur fra Thorbjørn Egners børnebog Folk og røvere i Kardemomme by.
- Sofies Verden er titlen på en roman af Jostein Gaarder.
- Sofie er titlen på en dansk film fra 1992 instrueret af Liv Ullmann.

## Andre anvendelser
- Sofia er hovedstaden i Bulgarien.
- Hagia Sophia er et museum, oprindelig græsk ortodoks kirke, senere tyrkisk moske, i Istanbul.
- Sophia Amalia var navnet på Danmarks første kongeskib, navngivet efter dronning Sophie Amalie.
- Sophia, menneskelignende robot